# Inrymning
Inrymning (en Lockdown) innebär, enligt Skolverket, att barn, elever och personal stänger in sig i rum eller salar. Genom att låsa dörren och/eller blockera den blir det svårare för en gärningsperson att komma in. Det är också en fördel om det går att gömma sig, att vara tyst och om möjligt täcka för eventuella fönster.
Dock förekommer begreppet även som en beskrivning av ingångar till ett skyddsrum.